# Instytut Lingwistyki Stosowanej Uniwersytetu Warszawskiego
Instytut Lingwistyki Stosowanej – część Wydziału Lingwistyki Stosowanej Uniwersytetu Warszawskiego.
Instytut Lingwistyki Stosowanej został utworzony w roku 1972. Powstał na bazie Wyższego Studium Języków Obcych – pierwszej w Polsce jednostki uniwersyteckiej kształcącej tłumaczy, powołanej do życia w 1963 roku. Twórcą podstaw teoretycznych i organizacyjnych Instytutu Lingwistyki Stosowanej był jego założyciel i wieloletni dyrektor prof. dr hab. Franciszek Grucza. W skład ILS weszły najpierw: Podyplomowe Studium Szkolenia Tłumaczy, Zaoczne Studium Magisterskie Lingwistyki Stosowanej dla Absolwentów Wyższego Studium Języków Obcych oraz Podyplomowe Studium Metodyki Nauczania Języków Obcych. W 1974 r. naukę rozpoczęli pierwsi studenci stacjonarni — studenci trzeciego (później drugiego) roku anglistyki, germanistyki, romanistyki lub rusycystyki, którzy wybrali specjalizację tłumaczeniową. W 1980 r. utworzono pełne pięcioletnie studia o profilu przekładoznawczym i nauczycielskim, rekrutując studentów na podstawie egzaminu wstępnego z dwóch języków obcych. Dyrektorką Instytutu jest dr hab. Anna Jopek-Bosiacka. 

## Zakłady i pracownie
W skład ILS wchodzą:
- Zakład Badań nad Dyskursem
- Zakład Badań nad Przekładem Pisemnym
- Zakład Badań nad Przekładem Ustnym i Audiowizualnym
- Zakład Badań nad Przyswajaniem Języka
- Zakład Kulturoznawstwa Stosowanego
- Zakład Semiotyki
- Pracownia Analiz Stylometrycznych
- Pracownia Badań Korpusowych
- Pracownia Badań Skandynawistycznych
- Japońskiego Językoznawstwa Stosowanego
- Pracownia Neurolingwistyczna
- Nowych Mediów w Lingwistyce Stosowanej